# Clandestino (álbum de Ira!)
Clandestino é um álbum da banda brasileira Ira!, lançado em 1990 pela WEA.

## Contexto, repertório e gravação
Lançado na época do Plano Collor, o quarto disco do Ira! deflagra um período de crise criativa reconhecida pelos próprio integrantes. "Foi um disco burocrático, gravado por uma banda aos pedaços", declarou Edgard Scandurra a Ricardo Alexandre sobre o que ele achava de Clandestino, em reportagem sobre a banda para a revista ShowBizz em dezembro de 1999.
A escassez de material novo, ocorrida muito por conta do primeiro disco-solo de Edgard, Amigos Invisíveis, pressionou a banda a resgatar canções compostas mesmo antes do lançamento de Mudança de Comportamento (em 1985), sendo o caso de "O Dia, A Semana, O Mês" (1984), de "Nasci em 62" (1980) e da faixa-título, escrita pelo guitarrista ainda na época do grupo Subúrbio (o "embrião" do Ira!), em 1979. Uma outra canção antiga resgatada, mas nesse caso composta posteriormente ao primeiro disco, foi "Cabeças Quentes", escrita quatro anos antes do lançamento de Clandestino.
O LP, gravado entre outubro de 1989 e fevereiro de 1990, traz como convidado especial o ator Paulo Villaça, conhecido pelo papel do protagonista do filme O Bandido da Luz Vermelha (inspirado na trajetória do delinquente João Acácio Pereira da Costa, o famoso Bandido da Luz Vermelha), de Rogério Sganzerla, que já havia servido de inspiração para o álbum anterior, Psicoacústica. Tal como no disco de 1988, o Ira! procurou explorar outros estilos musicais em Clandestino. "Melissa", pela forma de cantar de Nasi e pela presença do berimbau no arranjo, tem influências de músicas utilizadas em rodas de capoeira. "Cabeças Quentes", por sua vez, incorpora elementos de samba, que dá lugar a um som mais próximo do hard rock a partir do quarto minuto (de cinco minutos e dezoito segundos totais) de duração.
Os samplers, muito utilizados em Psicoacústica, reaparecem neste álbum. A música-título traz um trecho do último discurso do presidente chileno Salvador Allende, proferido no mesmo dia de sua morte, em 11 de setembro de 1973. Nasi extraiu esse áudio do documentário brasileiro "No", que tratava do plebiscito chileno de 1989. Na introdução de "Nasci em 62", foi embutida a famosa abertura do radiojornal "Repórter Esso".

## Lançamento e recepção
À época de seu lançamento, Clandestino não teve um bom desempenho comercial, apesar da execução radiofônica razoável da balada "Tarde Vazia". As vendagens estacionaram na faixa de 30 mil cópias. A crítica se dividiu em sua recepção. Na Folha de S. Paulo, Luís Antônio Giron elogiou o disco: "O novo disco do Ira! responde ao desafio do tempo com musicalidade despida de proselitismo fácil ou de laboratórios sonoros estrambóticos. Privilegia a trama sonora de bateria, baixo, solos de guitarra encadeados com violões e vozes. Valoriza as letras simples e os refrões, o rock'n'roll, a balada e a discreta fusão samba-rock. [...] Clandestino é um álbum possível de ser ouvido com prazer, algo cada vez mais difícil no rock feito no Brasil." A revista Veja também recebeu bem o álbum: "As crônicas urbanas em ritmo de rock que são a marca registrada do quarteto paulistano Ira! atingem sua forma mais bem acabada em Clandestino, [...]. O forte do disco são os arranjos enxutos alimentados pela cachoeira de ideias musicais que brota da guitarra de Edgard Scandurra, em grande forma, autor de todas as faixas."
Por outro lado, André Forastieri, na revista Bizz, considerou o LP "excruciantemente chato, o pior disco da banda, sem os ocasionais elementos redentores de seus antecessores e com todos os defeitos". No livro BRock - O rock brasileiro dos anos 80, de 1995, Arthur Dapieve também apontou aspectos negativos no quarto trabalho do Ira!, apesar de fazer algumas ressalvas ao repertório: "Se, mesmo registrado em sessões separadas, o instrumental de Edgard, Gaspa e Jung continuava fino, o mesmo não se podia dizer das constrangedoras letras [...] e dos instáveis vocais de Nasi (o ponto fraco do quarteto). Ainda assim, apesar de todos esses desencontros, o disco alcançava bons momentos em 'Melissa', 'Nasci em 62', 'Cabeças Quentes' e 'Consciência Limpa'."

## Curiosidades
- Pouco após o lançamento de Clandestino, o Ira! planejava a gravação de um álbum ao vivo duplo (segundo André Jung, em entrevista à Bizz em junho de 1990, cogitava-se a inclusão de dezoito músicas) no final de 1990. O projeto não foi adiante, e acabaria sendo compensado dez anos depois, em 2000, quando o grupo lançou seu CD pela série MTV Ao Vivo.

- Na contracapa do LP original (e igualmente nas contracapas das edições em CD), a música "Consciência Limpa" teve seu nome grafado incorretamente como "Conciência Limpa".

- O disco tem dedicatória ao músico Pedro Gil, filho de Gilberto Gil, morto após sofrer um acidente automobilístico no começo de 1990.

- A Canção "Cabeças Quentes" conta com uma incursão aos 03:40 do refrão da música "Roadhouse Blues" da banda estadunidense "The Doors".

## Faixas
| N.º | Título                   | Compositor(es)                   | Duração |  |
| 1.  | "Melissa"                | Edgard Scandurra/Nasi/André Jung | 2:07    |  |
| 2.  | "Tarde Vazia"            | Edgard Scandurra/Ricardo Gaspa   | 3:45    |  |
| 3.  | "Efeito Bumerangue"      | Edgard Scandurra/Ciro Pessoa     | 3:03    |  |
| 4.  | "Boneca de Cera"         | Edgard Scandurra                 | 4:37    |  |
| 5.  | "Cabeças Quentes"        | Nasi/Edgard Scandurra            | 5:18    |  |
| 6.  | "O Dia, A Semana, O Mês" | Edgard Scandurra                 | 4:29    |  |
| 7.  | "Patroa"                 | Edgard Scandurra                 | 1:54    |  |
| 8.  | "Consciência Limpa"      | Edgard Scandurra                 | 4:25    |  |
| 9.  | "Clandestino"            | Edgard Scandurra/Gisele Carmo    | 4:51    |  |
| 10. | "Nasci em 62"            | Edgard Scandurra                 | 2:22    |  |

## Formação
- Nasi: Voz líder, Sampler
- Edgard Scandurra: Guitarra, Violão, Teclado, Voz
- Ricardo Gaspa: Baixo, Voz
- André Jung: Bateria, Percussão, Voz

### Participações Especiais
- Ciro Pessoa: Vocais (em "Efeito Bumerangue")
- Gigante Brazil: Tom-Tons (em "Cabeças Quentes")
- Paulo Villaça: Locução (em "Melissa")
- Sílvio Magrão: Teclados (em "Melissa" e em "Efeito Bumerangue")
- Zé da Gaita: Harmônica (em "Clandestino")